# Zatrephes haxairei
Zatrephes haxairei là một loài bướm đêm thuộc phân họ Arctiinae, họ Erebidae.